# Strongyliceps anderseni
Strongyliceps anderseni är en spindelart som beskrevs av Holm 1962. Strongyliceps anderseni ingår i släktet Strongyliceps och familjen täckvävarspindlar. Inga underarter finns listade i Catalogue of Life.